# Jitřní dar
Jitřní dar (lat. donum matutinale, něm. Morgengabe) býval dar, který muž dával ženě po první noci od uzavření manželství.
Vyskytoval se především v právu Franků, zpočátku bez smyslu potvrzení předmanželského panenství, od 13. století ale začal převažovat právě tento jeho význam. Jeho dodržování se do moderní doby zachovalo především u německé šlechty, kodifikován však byl i např. ve všeobecném zákoníku občanském, který na českém území platil až do roku 1950.